# Gisshultasjön (Nässjö socken, Småland, 638733-143916)
Gisshultasjön är en sjö i Nässjö kommun i Småland och ingår i Emåns huvudavrinningsområde. Sjön är 10 meter djup, har en yta på 0,797 kvadratkilometer och är belägen 256,9 meter över havet. Sjön avvattnas av vattendraget Emån.

## Delavrinningsområde
Gisshultasjön ingår i det delavrinningsområde (638821-144023) som SMHI kallar för Utloppet av Gisshultasjön. Avrinningsområdets medelhöjd är 273 meter över havet och ytan är 4,89 kvadratkilometer. Räknas de 6 delavrinningsområdena uppströms in blir den ackumulerade arean 37,72 kvadratkilometer. Delavrinningsområdets utflöde Emån mynnar i havet. Delavrinningsområdet består mestadels av skog (57 procent) och öppen mark (15 procent). Avrinningsområdet har 0,8 kvadratkilometer vattenytor vilket ger det en sjöprocent på 16,3 procent.